# Benedetto Pistrucci

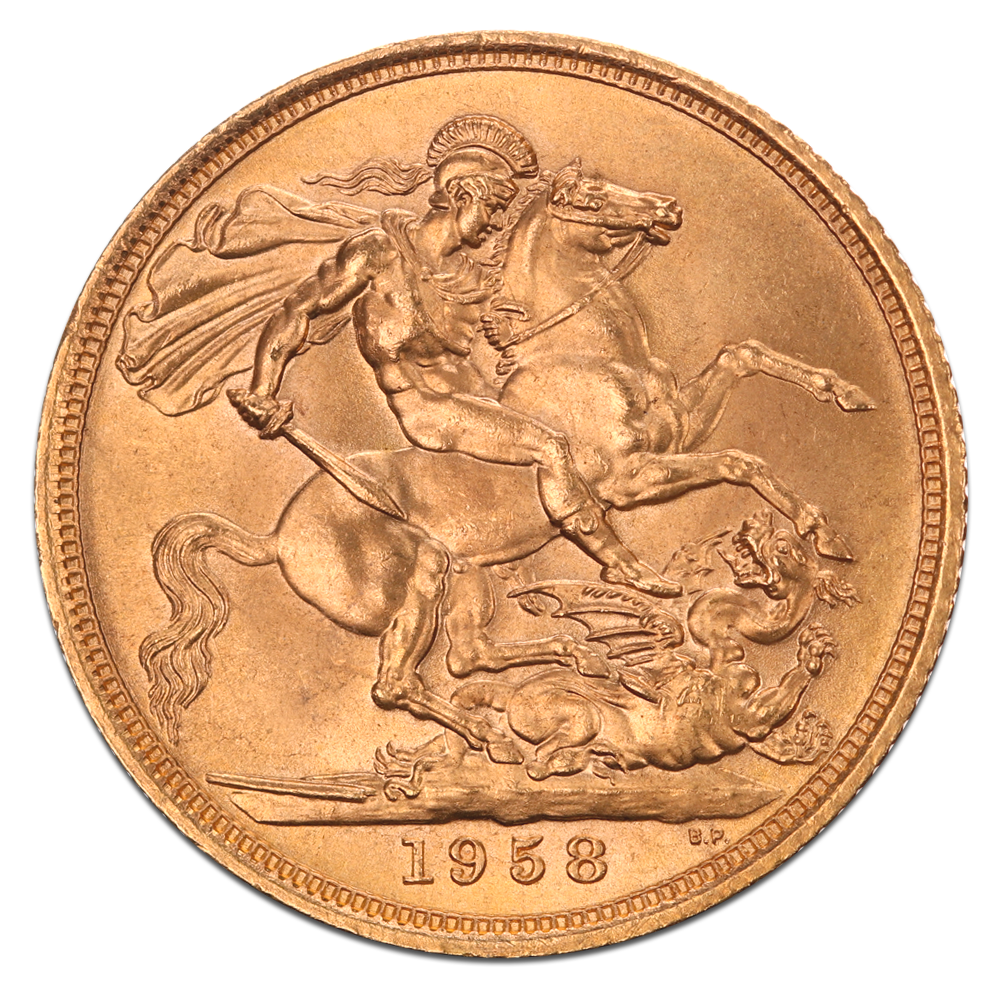
Pistruccis St.-Georg-Motiv

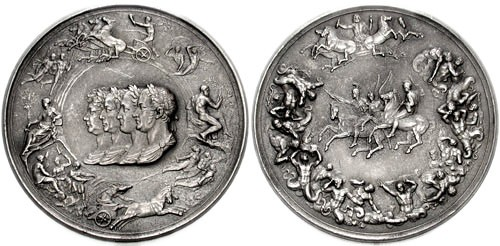
Waterloo-Medaille

Benedetto Pistrucci (* 29. Mai 1783 in Rom; † 16. September 1855 in Flora Lodge bei Windsor) war ein talentierter Graveur von Edelsteinen, Münzen und Medaillen.

## Leben
Benedetto wurde als Sohn des Frederico Pistrucci, Richter am Strafgericht in Rom, und seiner Ehefrau Antonia, geborene Greco, geboren. Pistrucci zog 1815 nach London, wo er eine Anstellung als Graveur bei der Königlichen Münze (Royal Mint) bekam. Seine berühmteste Arbeit ist das Bildnis von „St.Georg im Kampf mit dem Drachen“, das auf britischen Goldsovereigns und Silbercrowns von 1817 bis heute, mit kurzen Unterbrechungen, verwendet wird. Er gravierte darüber hinaus die Stempel für viele andere Münzen und Medaillen, darunter die „Waterloo-Medaille“, für die er 30 Jahre bis zur Vollendung benötigte. Pistrucci ist in Virginia Water, Surrey, England begraben.